# Дом Л. И. Долгова
Дом Луки́ Ива́новича Долго́ва — московская усадьба, возведённая в 1770 году архитектором Василием Баженовым для своего тестя купца Луки Долгова. Позднее особняк неоднократно перестраивали. С 1973-го здание занимает Мещанский отдел ЗАГС Центрального административного округа Москвы.

## История

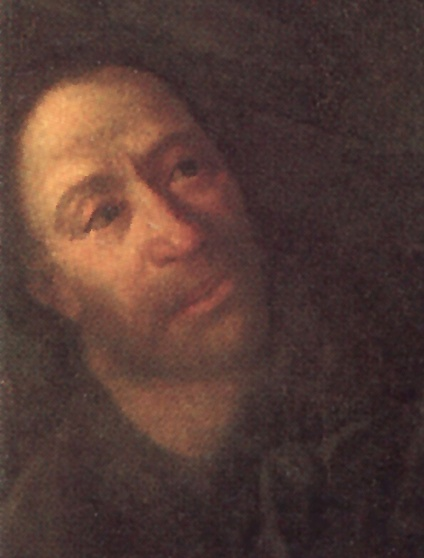
Изображение Луки Долгова на фрагменте картины с Василием Баженовым в кругу семьи, XVIII век

Дом на Большой Мещанской улице известен с 1752 года, когда купец Лука Иванович Долгов приобрёл участок в Мещанской слободе. При нём вдоль красной линии улицы возвели небольшую деревянную усадьбу. Через четыре года строение реконструировали, а в 1770-м дополнили каменными палатами в классицистическом стиле. Ряд историков полагает, что новое здание выполнено архитектором Василием Баженовым, являвшимся зятем заказчика. Историк Иван Снегирёв также указывал, что на участке изначально располагались два дома, один из которых не сохранился. Тем не менее среди исследователей долгое время продолжались споры о точном расположении усадьбы. Так, за особняк Долгова принимали иногда соседнее здание, принадлежавшее ранее некоему майору Грушецкому. Определить оригинальную усадьбу помогли архивные документы и чертежи здания в «Альбомах партикулярных строений» Матвея Казакова.
Усадьба Долгова выходила фасадом на Большую Мещанскую улицу. Позади неё располагался сад, по периметру которого возвели хозяйственные флигеля. Главное каменное здание выстроили на высоком цоколе, декорированном со стороны улицы белокаменными кронштейнами. Уличный фасад был представлен двумя небольшими ризалитами с пилястрами дорического ордена и украшен богатым венчающим карнизом. Окна оформили крупными наличниками с гирляндами, оконные проёмы антресольного яруса расположили в метопах фриза. Парадные залы верхних этажей были представлены короткими трёхкомнатными анфиладами. Средние залы оформили арочными проёмами на колоннах с коринфскими капителями. Однако доподлинно неизвестно, к какому периоду они относятся. Центральные комнаты служили проходными, в них вели остальные жилые помещения. Парадная лестница располагалась в угловой части дома, что считается отличительной чертой планировки Баженова. Низкие подвальные помещения со сводчатыми потолками использовали под хозяйственные нужды. Но складов купеческого товара на территории усадьбы не существовало, что было необычно для того периода.
После смерти Луки Ивановича Долгова в 1783 году собственность перешла по наследству его жене Сусанне Филипповне (урождённой Аршелевской), позднее — её сыну Луке Лукичу Долгову. Здание на Мещанской улице сгорело в 1817-м, о чём свидетельствуют чертежи того времени: «трёхэтажный с антресолями каменный обгоревший корпус, одни каменные стены». Некоторые исследователи указывают, что особняк пострадал от пожара четырьмя годами ранее во время оккупации города. В 1838-м дом реконструировали, демонтировав верхний этаж и постелив железную кровлю. Существует также мнение, что верхняя часть была разрушена во время последнего пожара.
В 1873 году строение перешло в собственность купцов Щенковых. По их заказу в 1891-м архитектор Пётр Зыков-второй реконструировал дом, дополнив его каменным флигелем со стороны двора. После Октябрьской революции здание переоборудовали под квартиры, затем долгое время не использовали. С 1973 года помещения занимает Мещанский отдел ЗАГС Центрального административного округа Москвы. Усадьба включена в список объектов, участвующих в проекте «Дни исторического и культурного наследия».